# Hippolyte de Médicis
Pour les autres membres de la famille, voir Famille de Médicis.
 (octobre 2014).
Hippolyte de Médicis (en italien, Ippolito de' Medici), né le 19 avril 1511 à Florence et mort le 10 août 1535 à Itri, est un cardinal italien.

## Biographie
Membre de la puissante famille de Médicis, il est le fils illégitime de Julien de Médicis, duc de Nemours et d'une jeune fille de la noblesse, Pacifica Brandani d'Urbino dans la province de Pesaro, violée par celui-ci après une beuverie. Sa mère étant morte en le mettant au monde, il est déposé devant la porte d’un couvent afin d’être adopté, où il est baptisé Pasqualino. Élevé à Rome et reconnu en 1513 par son père, l’enfant reçoit une excellente éducation.
Hippolyte gouverne Florence au nom du pape Clément VII, le chef de la famille, avec son cousin Alexandre et le cardinal Silvio Passerini de 1524 à 1527. Il a un fils illégitime, Asdrubale et est élu archevêque d'Avignon en 1529.
Clément VII le crée cardinal lors du consistoire du 10 janvier 1529 ; il vient alors d'avoir 18 ans. Il est légat à Pérouse et à Gênes, abbé commendataire de Saint-Anastase aux trois fontaines. Entre 1529 et 1531, il est administrateur de Casale Monferrato et vice-chancelier de la Sainte-Église à partir de 1532. La même année, il est nommé administrateur de l'archidiocèse de Monreale puis nommé légat en Allemagne en 1533, administrateur de Lecce en 1534 et 1535 et légat des Marches. Il est abbé commendataire de l'abbaye aux Hommes à Caen à partir de 1533.
Le cardinal de Médicis participe au conclave de 1534, lors duquel Paul III est élu pape. Il est envoyé par les Florentins pour faire appel à Charles Quint contre Alexandre le Maure. Il décède en route à Itri le 10 août 1535 sur le chemin de Rome à Naples de la malaria. Il était alors en visite chez la belle-mère de celle qui lui avait jadis été destinée, la belle Giulia Gonzaga, dont la résidence de Fondi était voisine. On a prétendu qu'il a été empoisonné par son cousin Alexandre de Médicis, duc de Florence, qu'il aimait si peu.

## Naissance et hypothèse sur la création deLa Joconde
La majorité des historiens s'accordent pour dire que le modèle de La Joconde est Mona Lisa, épouse d'un marchand florentin, Francesco Gherardini Del Giocondo, mais un historien italien, Roberto Zapperi, vient remettre en cause cette hypothèse comme en 1957, Carlo Pedretti, André Chastel, Alexander Perrig (de), grands érudits de Léonard de Vinci. Roberto Zapperi s'appuie sur le compte-rendu d'une rencontre entre Léonard de Vinci et le cardinal Louis d'Aragon, rédigé par le secrétaire de ce dernier, Antonio de Beatis datée de 1517 et citant Léonard de Vinci lui-même, indique qu’il s’agit d’une commande d'un portrait d'une mère pour son fils Hippolyte, de la part de Julien de Médicis. Lors d'une visite de l'ecclésiastique au Clos Lucé, en France, Leonardo de Vinci lui aurait montré de nombreux manuscrits, mais juste trois toiles. « L'une d'elles est celle qui est actuellement exposée au Louvre » affirme le chercheur.
Ce portrait aurait été donc peint pour cet enfant (Hippolyte de Médicis) qui n’aura jamais connu sa mère et dont l’histoire fait étrangement écho à celle du peintre. En effet, Léonard de Vinci était lui aussi un enfant naturel et n'avait pas connu sa mère. D’où la tenue de deuil qu’arbore celle qui pourrait être Pacifica Brandani, puisqu’elle représente une défunte ; son regard qui regarde dernière nous, notre passé, l’enfance et son sourire d’une mère idéalisée et bienveillante.
Derrière la Dame, on reconnait le Montefeltro, une vue aérienne très vaste sur l'ancien Duché d’Urbino, vue depuis les hauteurs de Valmarecchia, territoire aujourd'hui appartenant à la région des Marches, Émilie-Romagne et en partie de la Toscane. Des manuscrits de Léonard de Vinci (code Arundel, Bibliothèque royale, Londres), montrent quelques dessins préparatoires du paysage. La clé est appelée « compression », une technique de représentation en perspective qui saisit et synthétise la beauté d’un paysage.